# Insaf Yahyaui
Insaf Al-Yahyaui –en árabe, إنصاف اليحياوي– (nacida el 3 de enero de 1981) es una deportista tunecina que compitió en judo. Ganó nueve medallas en el Campeonato Africano de Judo entre los años 2000 y 2005.

## Palmarés internacional
| Campeonato Africano | Campeonato Africano          | Campeonato Africano | Campeonato Africano |
| Año                 | Lugar                        | Medalla             | Categoría           |
| ------------------- | ---------------------------- | ------------------- | ------------------- |
| 2000                | Argel (Argelia)              | Medalla de bronce   | +78 kg              |
| 2001                | Trípoli (Libia)              | Medalla de plata    | +78 kg              |
| 2001                | Trípoli (Libia)              | Medalla de plata    | Abierta             |
| 2002                | El Cairo (Egipto)            | Medalla de bronce   | +78 kg              |
| 2002                | El Cairo (Egipto)            | Medalla de bronce   | Abierta             |
| 2004                | Túnez (Túnez)                | Medalla de oro      | +78 kg              |
| 2004                | Túnez (Túnez)                | Medalla de oro      | Abierta             |
| 2005                | Puerto Elizabeth (Sudáfrica) | Medalla de plata    | +78 kg              |
| 2005                | Puerto Elizabeth (Sudáfrica) | Medalla de plata    | Abierta             |